# Henrique Mecking
Henrique Costa Mecking (Santa Cruz do Sul, 23 de janeiro de 1952), mais conhecido como Mequinho, é um Grande Mestre brasileiro de Xadrez e Teólogo Católico. Jogador muito forte, desde novo, alcançou sua melhor pontuação em 1977, quando, no ranking da FIDE, alcançou a terceira colocação, atrás de Anatoly Karpov e Viktor Korchnoi.
É considerado o maior enxadrista brasileiro de todos os tempos. Seu auge ocorreu em meados da década de 1970, quando venceu importantes torneios e disputou por duas vezes o Torneio de Candidatos. Neste mesma época foi atleta do Flamengo, e por isso, no ano 2000, teve seu nome registrado na Calçada da Fama do Clube de Regatas do Flamengo.
Foi diagnosticado com miastenia grave e teve que se afastar a partir de 1978, o que prejudicou a sua carreira. O seu rating ELO máximo foi de 2 635 pontos.

## Biografia
De origem Alemã, Mecking começou a jogar damas com quatro anos de idade. Aos 6, era tão bom em xadrez que poucos membros do clube de enxadristas de Pelotas conseguiam derrotá-lo.
Em 1972, ganhou o título de Grande Mestre Internacional do Xadrez quando empatou com o romeno Victor Ciocaltea, no Torneio de Hastings, Inglaterra. Foi preparado um desfile no Rio de Janeiro em ocasião da vitória. Mequinho deveria retornar ao Brasil no dia 18 de janeiro de 1972, onde desfilaria em um carro aberto de bombeiros pelas ruas de Guanabara até chegar na Universidade Gama Filho. A Folha de S.Paulo comparou sua recepção à da seleção de futebol brasileira, campeã em 1970.
Suas vitórias nos Torneios Interzonais de Petrópolis 1973 e Manila 1976 valeram-lhe a oportunidade de participar do Torneio de Candidatos, etapa de matches eliminatórios que define o desafiante ao título mundial. Em ambas as oportunidades foi eliminado na primeira fase: no Torneio de Candidatos de 1974 por Viktor Korchnoi e no Torneio de Candidatos de 1977 por Lev Polugaevsky.
Uma doença grave, - a miastenia grave, que compromete seriamente o sistema nervoso e os músculos - fez Mequinho abandonar as competições em 1978. Chegou a iniciar sua participação no Torneio Interzonal do Rio de Janeiro de 1979, em uma tentativa de classificar-se para o Torneio dos Candidatos pela terceira vez consecutiva, mas, atendendo a ordens médicas, deixou a competição antes da conclusão da segunda rodada. Depois disso afastou-se dos tabuleiros por mais de dez anos.
No estágio mais grave da doença passou a frequentar a Renovação Carismática Católica. Após superar a doença, passou a se dedicar integralmente à religião, mas sempre alimentou a esperança de voltar a jogar xadrez.
Mequinho voltou a jogar em 1991, num match de 6 partidas contra o GM Pedrag Nikolić. O confronto foi equilibrado, mas acabou vencido pelo iugoslavo (1 derrota e 5 empates). Em 1992, após perder um match contra o GM Yasser Seirawan (1 derrota e 5 empates). Em 1993, jogou o Torneio Zonal classificatório para o ciclo do campeonato mundial, tendo uma péssima classificação (19º colocado, com  4 derrotas, 4 empates e 1 vitória);
Em 2000, retornou aos tabuleiros para disputar um match contra outro grande mestre brasileiro, Giovanni Vescovi, na época tricampeão nacional. Vescovi Venceu com 2 vitórias, 3 empates e 1 derrota.
Em 2001, no Memorial Najdorf, realizado na Argentina, terminou em oitavo lugar, mas conseguindo bons resultados individuais ao empatar com Judit Polgar, a maior enxadrista da história, e também com o seu antigo rival Viktor Korchnoi.
Em 2003, a convite do mestre internacional Alexandru Segal, participa dos Jogos Regionais de São Paulo, representando Ilha Solteira, ajudando a cidade a se classificar para os Jogos Abertos, onde se tornaria vice-campeã.
De 2005 a 2008 disputou os Jogos Regionais e os Jogos Abertos pela cidade de Taubaté, onde reside.
Em 2008, Henrique Mecking venceu o I Campeonato Brasileiro por Internet, organizado pela Confederação Brasileira de Xadrez e disputado nos servidores do Internet Chess Club, após final contra o GM Rafael Leitão. O título foi decidido após um tiebreak.
Em 2009 recebeu o convite para representar a cidade de São Bernardo do Campo nos Jogos Regionais, e nos Jogos Abertos.
Nos anos mais recentes, tem disputado torneios abertos e competições pela Internet, como a 4ª edição do Caraça Chess Open 2023, realizado em Catas Altas, Minas Gerais. Nesse torneio, disputou contra outros grandes nomes do xadrez brasileiro, tal como os GMs Luis Paulo Supi, Alexandr Fier e Rafael Leitão. Nas partidas rápidas, ficou na 4ª colocação, após 5 vitórias, 1 empate e uma derrota.

## Jogos notáveis
Primeira fase: Auge enxadrístico
- Bobby Fischer x Henrique Mecking. Palma de Maiorca Interzonal (1970). Ataque Nimzo-Larsen: Variação Clássica (A01 ). O match ganhou repercussão internacional. Mecking ocupava o 3 lugar dos melhores enxadristas do mundo da FIDE.
- Henrique Mecking x Mikhail Tal. Las Palmas (1975). Defesa Siciliana: Najdorf. Variação do peão envenenado (B97)· 1-0. Mequinho vence o célebre enxadrista Mikhail Tal.
- Henrique Mecking x Viktor Korchnoi. Sousse Interzonal (1967), Sousse TUN, 11 de outubro, 29 de outubro Defesa do Rei dos Índios: Fianqueto. Variação Simagin (E62)· 1-0. Mequinho venceu.
- Vasily Smyslov x Henrique Mecking. Petrópolis Interzonal (1973), Petrópolis BRA, rd 11, Ago-07 Abertura em inglês: King's English. Quatro Cavaleiros Variação Linhas de Fianqueto (A29)· 0-1. Mequinho venceu.
- Tigran Petrosian x Henrique Mecking. (1971) , Wijk aan Zee NED, 6, Jan-18 Ataque Torre: Defesa Clássica (A46)· 1-0.
- Miguel Najdorf x Henrique Mecking. Hoogovens (1978), Wijk aan Zee NED, 3, Jan-22 Inauguração Inglesa: Defesa Anglo-Indiana. Formação de King's Indian (A15)· 1/ 2-1/ 2.
- Henrique Mecking x Viktor Korchnoi. Quartas-de-final do Mecking Candidates (1974), Augusta, GA USA, 12, Fev-09 Jogo Espanhol: Troca. Variação de Bronstein (C69)· 1-0.
- Henrique Mecking x Boris Spassky. Palma de Mallorca (1969), Palma ESP, 9, Dez-02 Defesa de Tarrasch: Clássica. Variação Carlsbad (D34)· 1/ 2-1/ 2.
- Mark Taimanov x Henrique Mecking. Palma de Mallorca Interzonal (1970), Palma de Mallorca ESP, rd 17, Dez-02 Defesa Nimzo-Indiana: Variação Normal. Troca do Sistema Gligoric em c4 (E54)· 0-1. Mequinho venceu.
- Henrique Mecking x Bent Larsen. San Antonio (1972), San Antonio, TX EUA, 6, Nov-26 Defesa Caro-Kann: Variação Bronstein-Larsen (B16)· 1-0. Mequinho venceu.

Segunda fase: Pós-recuperação da miastenia
- Henrique Mecking x Sandro Mareco. Campinas BRA (2011). Defesa Nimzo-Índio: Variação Normal. Defesa Bernstein Exceto Sistema Gligoric (E53)· 1-0. Mequinho vence Mareco.
- Henrique Mecking x Judit Polgar. Najdorf (2001), Buenos Aires ARG, 5, Set-08. Defesa dos Índios da Rainha: Fianchetto. Variação Nimzowitsch Ataque Nimzowitsch (E15)· 1/ 2-1/ 2. Mequinho empata.
- Henrique Mecking x Alexandr Fier. Match (2009), São Paulo, 2, set-24. Defesa Nimzo-Índio: Variação Normal (E46)· 1-0. Mequinho venceu.

## Títulos obtidos
- 1959 – Vice-campeão de São Lourenço do Sul/RS;
- 1964 – Campeão gaúcho absoluto;
- 1965 – Campeão brasileiro absoluto;
- 1967 – Campeão brasileiro absoluto e sul-americano absoluto. Recebe o título de mestre internacional (MI);
- 1970 – Vencedor do Torneio Internacional de Bogotá, Colômbia;
- 1971 – Ganhador do Torneio Internacional de Vršac, Iugoslávia;
- 1972 – Recebe o título de grande mestre internacional (GM), campeão sul-americano;
- 1973 – Vencedor do Torneio Interzonal de Petrópolis/RJ, sendo classificado para o Torneio dos Candidatos, última eliminatória do Campeonato Mundial;
- 1975 – Segundo colocado no Torneio Internacional de Las Palmas, Espanha e, também, segundo colocado no Torneio Internacional de Manila, Filipinas;
- 1976 – Vencedor do Torneio Interzonal de Manila, Filipinas, classificando-se novamente para o Torneio dos Candidatos;
- 1977 – Terceiro melhor jogador de xadrez do mundo pelo ranking da Federação Internacional de Xadrez (ELO 2635);
- 2005 – Segundo lugar no Torneio Zonal 2.4 da Fide;
- 2006 – Vencedor invicto do "2nd Festival Scacchistico Internazionale città di Lodi" (torneio aberto de Lodi);[9]
- 2008 – Vencedor do I Campeonato Brasileiro por Internet organizado pelo Confederação Brasileira de Xadrez;
- 2019 – Completou 43 anos de invencibilidade em partidas simultâneas no Brasil.

## Participações em Olimpíadas
Representou o Brasil em quatro Olimpíadas de xadrez.
| Ano  | Edição        | Local  | Tabuleiro | Pontos | Partidas | V | E | D | %    | Classificação | Classificação |
| ---- | ------------- | ------ | --------- | ------ | -------- | - | - | - | ---- | ------------- | ------------- |
| Ano  | Edição        | Local  | Tabuleiro | Pontos | Partidas | V | E | D | %    | Equipe        | Individual    |
| 1968 | 18ª Olimpíada | Lugano | 1º        | 11½    | 17       | 7 | 9 | 1 | 67,6 | 25º           | 6º            |
| 1974 | 21ª Olimpíada | Nice   | 1º        | 2      | 4        | 1 | 2 | 1 | 50,0 | 35º           |               |
| 2002 | 35ª Olimpíada | Bled   | 3º        | 6½     | 8        | 5 | 3 | 0 | 81,3 | 35º           |               |
| 2004 | 36ª Olimpíada | Calvià | 1º        | 4      | 8        | 2 | 4 | 2 | 50,0 | 59º           |               |

## Obras publicadas
- Fischer x Spassky, o Encontro do Século (1973). Análise do match.
- Iniciação ao Xadrez (1973). Obra destinada a principiantes, com numerosos conselhos e orientações.
- Como Jesus Cristo Salvou a Minha Vida (1992). Relato de como a fé o livrou da miastenia.

## Homenagens
- 2000 - Nome registrado na Calçada da Fama do Clube de Regatas do Flamengo.[3]